# Пам'ятки історії Путивльського району
У Путивльському районі Сумської області на обліку перебуває 84 пам'ятки історії.
| №  | Назва                                                                                              | Охоронний номер | Місце                                                                                 |
| -- | -------------------------------------------------------------------------------------------------- | --------------- | ------------------------------------------------------------------------------------- |
| 1  | Група індивідуальних могил радянських воїнів                                                       | 860             | м. Путивль, вул. Глухівська, 1                                                        |
| 2  | Група братських могил радянських воїнів                                                            | 1850            | м. Путивль, кладовище, вул. Базими                                                    |
| 3  | Братська могила радянських воїнів                                                                  | 861             | м. Путивль, розвилка доріг Путивль — Линове                                           |
| 4  | Братська могила радянських воїнів та жертв фашизму                                                 | 1837            | м. Путивль, центральне кладовище                                                      |
| 5  | Група братських могил жертв фашизму                                                                | 862             | м. Путивль, біля в'їзду до міста з м. Суми                                            |
| 6  | Братська могила жертв фашизму                                                                      | 1834            | м. Путивль, територія комбікормового заводу                                           |
| 7  | Могила Фака Ф. К. — Героя Радянського Союзу                                                        |                 | м. Путивль, центральне кладовище                                                      |
| 8  | Дев'ять партизанських землянок                                                                     | 858             | м. Путивль, Спадщанський ліс, 10 км на північний захід від міста                      |
| 9  | Місце першого бою партизанів ковпаківців з німецько-фашистськими загарбниками 19 жовтня 1941 року  | 858             | м. Путивль, Спадщанський ліс, 0,5 км на південний захід від Музею партизанської слави |
| 10 | Братська могила партизанів-ковпаківців                                                             | 858             | м. Путивль, Спадщанський ліс, 100 м від штабної ділянки                               |
| 11 | Партизанський трофей — фашистський танк № 201                                                      | 858             | м. Путивль, Спадщанський ліс, 0,5 км на південний захід від Музею партизанської слави |
| 12 | Пам'ятний знак «Народні месники», споруджений на честь партизанського з'єднання Ковпака С. А.      | 858             | м. Путивль, біля в'їзду до Спадщанського лісу з боку м. Путивль                       |
| 13 | Могила Базими Г. Я. — колишнього начальника штабу партизанського з'єднання Ковпака С. А.           | 895             | м. Путивль, центральне кладовище                                                      |
| 14 | Могила Коренєва О. І. — одного з фундаторів партизанського з'єднання Ковпака С. А.                 | 894             | м. Путивль, центральне кладовище                                                      |
| 15 | Будинок, в якому розміщалася бібліотека Путивльської групи РСДРП(б)                                | 905             | м. Путивль, вул. Соборна, 40                                                          |
| 16 | Будинок, в якому жив Ковпак С. А.                                                                  | 1585            | м. Путивль, вул. Миколи Маклакова, 72                                                 |
| 17 | Будинок, в якому працював Ковпак С. А.                                                             | 1583            | м. Путивль, вул. Кролевецька, 60                                                      |
| 18 | Будинок, в якому жив Руднєв С. В.                                                                  | 1584            | м. Путивль, вул. Горького, 46                                                         |
| 19 | Будинок, в якому працював Ковпак С. А.                                                             | 1581            | м. Путивль, вул. Курська, 4                                                           |
| 20 | Будинок, в якому розміщувались військовий ревком та штаб партизанського з'єднання Ковпака С. А.    | 903             | м. Путивль, вул. Кролевецька, 62                                                      |
| 21 | Будинок, в якому працював Руднєв С. В.                                                             | 1582            | м. Путивль, вул. Курська, 74                                                          |
| 22 | Будинок, в якому жив колишній начальник штабу партизанського з'єднання Ковпака С. А., Базима Г. Я. |                 | м. Путивль, вул. Горького, 48                                                         |
| 23 | Будинок історика Рябініна І.                                                                       |                 | м. Путивль, вул. Миколи Маклакова, 67                                                 |
| 24 | Будинок фотографа Фесика Я.                                                                        |                 | м. Путивль, вул. Першотравнева, 31                                                    |
| 25 | Братська могила радянських воїнів                                                                  | 863             | с. Бобине, центр сільради, центр села                                                 |
| 26 | Братська могила радянських воїнів та пам'ятник воїнам-землякам                                     | 865             | с. Бояро-Лежачі, центр сільради, центр села                                           |
| 27 | Місце загибелі Манжосова М. Д. — учасника встановлення радянської влади та колективізації          | 1591            | с. Бояро-Лежачі, центр сільради, центр села                                           |
| 28 | Братська могила радянських воїнів і Таранова І. П. — партизана                                     | 866             | с. Бруски, Бунякинська сільрада, старе кладовище                                      |
| 29 | Могила радянського воїна                                                                           | 1844            | с. Бруски, Бунякинська сільрада, нове кладовище                                       |
| 30 | Могила радянського воїна                                                                           |                 | с. Бруски, Бунякинська сільрада, нове кладовище                                       |
| 31 | Братська могила радянських воїнів та могила Новосьолова І. П. — радянського воїна                  | 864             | с. Бунякине, центр сільради, центр села                                               |
| 32 | Братська могила радянських воїнів та партизанів                                                    | 867             | с. Веселе, центр сільради, центр села                                                 |
| 33 | Братська могила партизанів                                                                         | 883             | с. Веселе, центр сільради, кладовище                                                  |
| 34 | Місце бою партизанів — ковпаківців з фашистськими карателями                                       | 1594            | с. Веселе, центр сільради, біля в'їзду до села з північного боку                      |
| 35 | Братська могила радянських воїнів                                                                  |                 | с. Веселе, центр сільради, біля клубу колишнього села Погаричі                        |
| 36 | Будинок, в якому розміщався штаб партизанського з'єднання Ковпака С. А.                            | 1592            | с. Веселе, центр сільради                                                             |
| 37 | Будинок, в якому розміщалася санітарна частина партизанського з'єднання Ковпака С. А.              | 1847            | с. Веселе, центр сільради                                                             |
| 38 | Група братських могил радянських воїнів                                                            | 871             | с. Волинцеве, Юр'ївська сільрада, кладовище                                           |
| 39 | Братська могила радянських воїнів                                                                  | 869             | с. Волокитине, центр сільради, кладовище                                              |
| 40 | Могила радянського воїна                                                                           |                 | с. Волокитине, центр сільради, кладовище                                              |
| 41 | Братська могила жертв фашизму та пам'ятник воїнам-землякам                                         | 1597            | с. Волокитине, центр сільради, центр села                                             |
| 42 | Пам'ятний знак на честь курсантів Харківського та Сумського воєнних училищ                         | 1598            | с. Волокитине, центр сільради, на північний захід від села, по дорозі до м. Путивль   |
| 43 | Братська могила радянських воїнів                                                                  | 868             | с. Воронівка, Мазівська сільрада, центр                                               |
| 44 | Братська могила радянських воїнів і Каштана О. І. — партизана                                      | 870             | с. В'язенка, центр сільради, центр села                                               |
| 45 | Братська могила радянських воїнів та Попова В. Ф. — партизана                                      | 872             | с. Гірки, Бунякинська сільрада, центр                                                 |
| 46 | Місце гибелі Мангушева А. Ф. — комісара загону особливого призначення                              | 1408            | с. Дорошівка, Бояро — Лежачівська сільрада, в лісі                                    |
| 47 | Група братських могил радянських воїнів                                                            | 873             | с. Зінове, центр сільради, центр села                                                 |
| 48 | Могила Головачова І. Я. — юного партизана                                                          | 1842            | с. Кагань, Стрільниківська сільрада, кладовище                                        |
| 49 | Братська могила Фокіна К. А. — учасника встановлення радянської влади та його родини               | 1839            | с. Козаче, центр сільради, біля школи                                                 |
| 50 | Братська могила радянських воїнів та пам'ятник воїнам-землякам                                     | 874             | с. Козаче, центр сільради, центр села                                                 |
| 51 | Братська могила жертв фашизму та пам'ятник воїнам-землякам                                         | 875             | с. Кочерги, Волокитинська сільрада, центр села                                        |
| 52 | Група могил: могила радянських воїнів та братська могила жертв фашизму                             | 1849            | с. Кубареве, Волокитинська сільрада, старе кладовище                                  |
| 53 | Могила Гусєва О. І. — радянського воїна                                                            | 898             | с. Линове, центр сільради, центр села                                                 |
| 54 | Могила Ганзина М. І. — командира 2-го Шалигінського партизанського загону ім. Леніна               | 1838            | с. Малушине, Козаченська сільрада, кладовище                                          |
| 55 | Могила радянського воїна                                                                           | 1843            | с. Манухівка, центр сільради, кладовище                                               |
| 56 | Братська могила радянських воїнів                                                                  | 876             | с. Мачулища, центр сільради, центр села                                               |
| 57 | Братська могила радянських воїнів                                                                  | 877             | с. Мишутине, Рев'якинська сільрада, центр                                             |
| 58 | Братська могила радянських воїнів та партизанів                                                    | 878             | с. Нова Слобода, центр сільради, центр села                                           |
| 59 | Пам'ятний знак на честь жертв фашизму «Дзвін скорботи» (рек. 2004 р.)                              | 851             | с. Нова Слобода, центр сільради, центр села                                           |
| 60 | Місце формування партизанського загону Руднєва С. В.                                               | 1710            | с. Нова Слобода, центр сільради, Новослобідський ліс                                  |
| 61 | Місце бою партизанського з'єднання Ковпака С. А. з фашистськими загарбниками                       |                 | с. Нова Слобода, центр сільради, біля в'їзду до лісу                                  |
| 62 | Місце загибелі Висоцького І. І. — члена Путивльського райкому партії                               | 1845            | с. Нова Слобода, центр сільради, перехрестя доріг Руднєво — Мачулища — Нова Слобода   |
| 63 | Могила Перфильєва М. М., який загинув у Афганістані                                                |                 | с. Нова Слобода, центр сільради, кладовище                                            |
| 64 | Братська могила учасників громадянської війни                                                      | 1852            | с. Октябрьське, центр сільради, кладовище                                             |
| 65 | Братська могила радянських воїнів та пам'ятник воїнам-землякам                                     | 880             | с. Октябрьське, центр сільради, центр села                                            |
| 66 | Могила радянського воїна                                                                           | 1853            | с. Октябрьське, центр сільради, нове кладовище                                        |
| 67 | Братська могила радянських воїнів                                                                  | 881             | с. Почепці, Мазівська сільрада, північно-західна околиця села                         |
| 68 | Братська могила радянських воїнів                                                                  | 882             | с. Пруди, Сафонівська сільрада, центр                                                 |
| 69 | Братська могила радянських воїнів                                                                  | 885             | с. Рев'якине, центр сільради, центр села                                              |
| 70 | Могила Опадчого П. Ф. — командира батальйону Щорсівської дивізії                                   | 899             | с. Ротівка, Стрільниківська сільрада, центр села                                      |
| 71 | Братська могила радянських воїнів                                                                  | 886             | с. Ротівка, Стрільниківська сільрада, центр села                                      |
| 72 | Братська могила жертв фашизму                                                                      | 1840            | с. Ротівка, Стрільниківська сільрада, кладовище                                       |
| 73 | Братська могила жертв фашизму                                                                      | 1841            | с. Ротівка, Стрільниківська сільрада, кладовище                                       |
| 74 | Братська могила радянських воїнів, жертв фашизму та пам'ятник воїнам-землякам                      | 884             | с. Руднєве, центр сільради, центр села                                                |
| 75 | Братська могила радянських воїнів та пам'ятник воїнам-землякам                                     | 887             | с. Скуносове, Октябрьська сільрада, центр села                                        |
| 76 | Місце формування партизанського загону Ковпака С. А.                                               | 855             | с. Спадщина, Сафонівська сільрада, центр села                                         |
| 77 | Братська могила радянських воїнів                                                                  | 889             | с. Стрільники, центр сільради, кладовище                                              |
| 78 | Братська могила радянських воїнів та пам'ятник воїнам-землякам                                     | 888             | с. Суворове, Чорнобривкинська сільрада, кладовище                                     |
| 79 | Могила радянського воїна                                                                           | 1846            | с. Чаплищі, Червоноозерська сільрада, центр                                           |
| 80 | Братська могила радянських воїнів                                                                  | 890             | с. Чорнобривкине, центр сільради, центр села                                          |
| 81 | Братська могила радянських воїнів та партизана                                                     | 891             | с. Щербинівка, Волокитинська сільрада, кладовище                                      |
| 82 | Братська могила радянських воїнів                                                                  | 892             | с. Юр'єве, центр сільради, центр села                                                 |
| 83 | Братська могила радянських воїнів                                                                  | 893             | с. Яцине, центр сільради, центр села                                                  |
| 84 | Могила Мироненка С. В., який загинув у Афганістані                                                 |                 | с. Яцине, центр сільради, кладовище                                                   |
|    | |                 |                                                                                       |